# Telamonanthe pulchella
Telamonanthe pulchella är en insektsart som beskrevs av Ball. Telamonanthe pulchella ingår i släktet Telamonanthe och familjen hornstritar. Inga underarter finns listade i Catalogue of Life.